# Saint-Paul-de-Jarrat
Saint-Paul-de-Jarrat är en kommun i departementet Ariège i regionen Occitanien i södra Frankrike. Kommunen ligger  i kantonen Foix-Rural som ligger i arrondissementet Foix. År 2022 hade Saint-Paul-de-Jarrat 1 354 invånare.

## Befolkningsutveckling
Antalet invånare i kommunen Saint-Paul-de-Jarrat
Referens: INSEE